# پل حاج سید محمد
پل حاج سید محمد مربوط به دوره قاجار است و در شهرستان زنجان، بر روی رودخانه زنجان رود واقع شده و این اثر در تاریخ ۱۸ مهر ۱۳۵۶ با شمارهٔ ثبت ۱۴۸۶ به‌عنوان یکی از آثار ملی ایران به ثبت رسیده است.